# Токо Кене, Дженна
Дженна Ромида Токо Кене (итал. Genna Romida Toko Kegne; 10 ноября 2002) — итальянская спортсменка, тяжелоатлетка, двукратная чемпионка Европы (2024, 2025).

## Биография
В феврале 2024 года дебютировала на взрослом чемпионате Европы в Софии, где завоевала золотую медаль в категории до 76 кг по сумме двух упражнений с результатом 227 кг. В отдельных упражнениях она также была первой. 
На чемпионате Европы 2025 года в Кишинёве в весовой категории до 76 кг завоевала золотую медаль с итоговым результатом 233 кг. В упражнении «толчок» Дженна завоевала малую золотую медаль (133 кг). 

## Достижения
Чемпионат Европы
| Результат | Вес       | Год  | Место соревнований | Рывок | Толчок | Общий вес |
| Золото    | до 76 кг. | 2024 | София, Болгария    | 101,0 | 126,0  | 227,0     |
| Золото    | до 76 кг. | 2025 | Кишинёв, Молдова   | 100,0 | 133,0  | 233,0     |